# SuperTuxKart
SuperTuxKart（スーパータックスカート）はGPLv3+で公開されているFOSSのレースゲームである。 Linux、 macOS、 Microsoft Windows XP以降、 Androidで動作する。
元はSteve Bakerが開発しVer0.4.0から休止していたTuxKartのフォークとして始まった。

## ゲーム

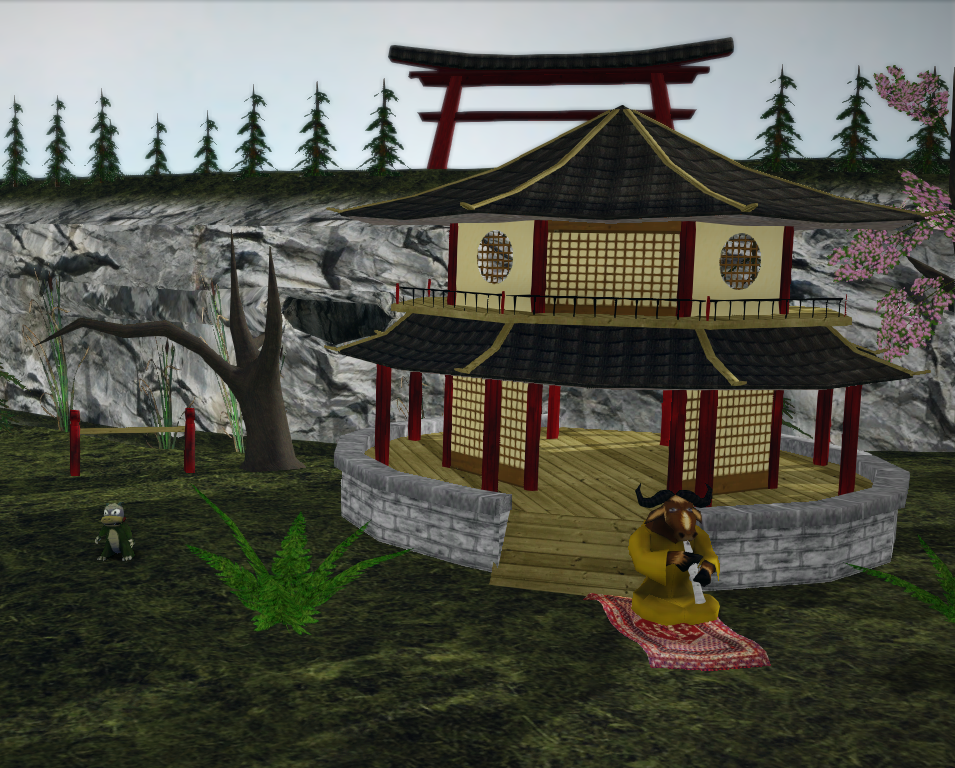
GNU + Nolok

任天堂発売のレーシングカート風の乗り物でレースするマリオカートシリーズと基本は同じだが、バージョンの経過とともに違いがでてきた。 様々なオープンソースのマスコットキャラクターが選手で、Mozilla Thunderbirdが審判を務める。 ソロプレイ及び対戦に対応している。

## 歴史

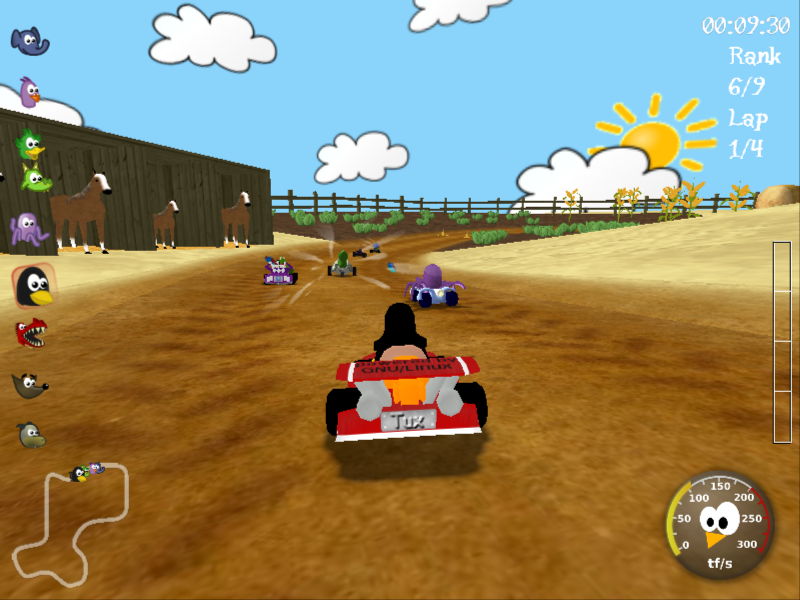
SuperTuxKart 0.7

SuperTuxKartは、Steve Bakerによって2000年4月に始められたTuxKartプロジェクトに基づく。TuxKartプロジェクトは、内部の開発に関する意見の不一致により、2004年3月に中止された。プロジェクトはSuperTuxKartとしてフォークされたが、プレイできず、メンテナンスもされていない状態だった。2006年、Joerg "Hiker" HenrichsがEduardo "Coz" Hernandez Munozの助けを借りて、プロジェクトを復活させ、ゲームをプレイ可能な状態でリリースした。
2010年、SuperTuxKartは、SDLとPLIBライブラリのグラフィックスへの使用をやめ、Irrlichtエンジンを新たに使い始めた。この結果はバージョン0.7でリリースされた。2014年の1月17日には、コードのレポジトリはSourceforgeからGitHubに移されることが公式にアナウンスされた。2015年にリリースされたバージョン0.9では、大きく修正されたバージョンのIrrlichtが使われている。
2017年3月、SuperTuxKartは、Steamのgreenlitであった。しかしながら、2019年9月時点で、SuperTuxKartは、Steamで利用できなくなっている。2019年9月、Joerg "Hiker" Henrichsは統括開発者の地位を辞任し、"Benau"と"Alayan"が新しいプロジェクトリーダーを引き継いでいる。